# 2008-as Intertotó-kupa (1. forduló)
A 2008-as Intertotó-kupa első fordulójának oldala. A tizennégy párosítás győztese a második fordulóba került.

## Dél-Mediterrán régió

### 1. párosítás
| 2008. június 21. 20:30 (UTC+2) |

| KS Besa Kavajë | 0–0         | Ethnikósz Áhnasz |
| -------------- | ----------- | ---------------- |
|                | Jegyzőkönyv |                  |

| Qemal Stafa Stadion, Tirana Játékvezető: Black (északír) |

| 2008. június 28. 18:00 (UTC+3) |

| Ethnikósz Áhnasz | 1–1               | KS Besa Kavajë |
| ---------------- | ----------------- | -------------- |
| Manuszákisz 50'  | (0–0) Jegyzőkönyv | Leci 90+1'     |

| Daszáki Stadion, Áhna Játékvezető: Nalbandján (örmény) |

Továbbjutott a KS Besa Kavajë 1–1-es összesítéssel, idegenben lőtt több góllal.

### 2. párosítás
| 2008. június 21. 19:00 (UTC+2) |

| NK Čelik                                      | 3–2               | OFK Grbalj                  |
| --------------------------------------------- | ----------------- | --------------------------- |
| Karić 30' Hadžić 59' (11-esből) Novaković 77' | (1–1) Jegyzőkönyv | Kasalica 7' Pavićević 90+2' |

| Bilino Polje, Zenica Játékvezető: Kukulákisz (görög) |

| 2008. június 28. 17:30 (UTC+2) |

| OFK Grbalj                 | 2–1               | NK Čelik   |
| -------------------------- | ----------------- | ---------- |
| Pavićević 51' Kašalica 75' | (0–1) Jegyzőkönyv | Hadžić 18' |

| Gradski Stadion, Nikšić Játékvezető: Andó-Szabó (magyar) |

Továbbjutott az OFK Grbalj 4–4-es összesítéssel, idegenben lőtt több góllal.

### 3. párosítás
| 2008. június 21. 18:30 (UTC+2) |

| NK Rijeka | 0–0         | FK Renova |
| --------- | ----------- | --------- |
|           | Jegyzőkönyv |           |

| Kantrida Stadion, Fiume Játékvezető: Siejewicz (lengyel) |

| 2008. június 28. 17:00 (UTC+2) |

| FK Renova    | 2–0               | NK Rijeka |
| ------------ | ----------------- | --------- |
| Iseni 5' 46' | (1–0) Jegyzőkönyv |           |

| Szkopje Városi Stadion, Szkopje Játékvezető: Evans (walesi) |

Továbbjutott az FK Renova 2–0-s összesítéssel.

### 4. párosítás
| 2008. június 21. 18:00 (UTC+2) |

| Hibernians FC | 0–3               | ND Gorica                                          |
| ------------- | ----------------- | -------------------------------------------------- |
|               | (0–1) Jegyzőkönyv | A. Xuereb 34' (öngól) Cvijanovič 56' Velikonja 58' |

| Hibernians Ground, Paola Játékvezető: Hategan (román) |

| 2008. június 28. 20:00 (UTC+2) |

| ND Gorica | 0–0         | Hibernians FC |
| --------- | ----------- | ------------- |
|           | Jegyzőkönyv |               |

| Športni Park Stadion, Nova Gorica Játékvezető: Shmolik (fehérorosz) |

Továbbjutott az ND Gorica 3–0-s összesítéssel.

## Közép-keleti régió

### 5. párosítás
| 2008. június 22. 18:30 (UTC+6) |

| Zsetiszu FK  | 1–2               | Budapest Honvéd            |
| ------------ | ----------------- | -------------------------- |
| Mihajlov 60' | (0–0) Jegyzőkönyv | Hercegfalvi 66' Bojtor 75' |

| Zsetiszu Stadion, Taldikurgan Játékvezető: Svilokos (horvát) |

| 2008. június 28. 19:00 (UTC+2) |

| Budapest Honvéd                                     | 4–2               | Zsetiszu FK       |
| --------------------------------------------------- | ----------------- | ----------------- |
| Genito 26' Smiljanić 45+1' Abraham 53' Bojtor 90+2' | (2–0) Jegyzőkönyv | Kisszelev 52' 74' |

| Bozsik József Stadion, Budapest Játékvezető: Banari (moldáv) |

Továbbjutott a Budapest Honvéd 6–3-as összesítéssel.

### 6. párosítás
| 2008. június 21. 19:00 (UTC+5) |

| Mika                      | 2–2               | FC Tiraspol                           |
| ------------------------- | ----------------- | ------------------------------------- |
| Veranjan 18' Hakobján 41' | (2–0) Jegyzőkönyv | Szidorenko 61' (11-esből) Namasko 79' |

| Mika Stadion, Jereván Játékvezető: Spasić (szerb) |

| 2008. június 28. 20:00 (UTC+3) |

| FC Tiraspol | 0–0         | Mika |
| ----------- | ----------- | ---- |
|             | Jegyzőkönyv |      |

| Stadionul Municipal, Tiraspol Játékvezető: Kalópulosz (görög) |

### 7. párosítás
| 2008. június 21. 21:00 (UTC+5) |

| Neftçi PFK                         | 2–0               | FC Nitra |
| ---------------------------------- | ----------------- | -------- |
| R. F. Sadiqov 7' R. A. Sadiqov 10' | (2–0) Jegyzőkönyv |          |

| Tofik Bahramov Stadion, Baku Játékvezető: Borski (lengyel) |

| 2008. június 28. 17:00 (UTC+2) |

| FC Nitra                  | 3–1               | Neftçi PFK |
| ------------------------- | ----------------- | ---------- |
| Semeník 21' 83' Čeman 46' | (1–0) Jegyzőkönyv | Karlos 84' |

| Štadión pod Zoborom, Nyitra Játékvezető: Panić (bosnyák) |

Továbbjutott a Neftçi PFK 3–3-as összesítéssel, idegenben lőtt több góllal.

### 8. párosítás
| 2008. június 21. 18:00 (UTC+2) |

| KS Cracovia Kraków           | 1–2               | FK Sahcjor Szalihorszk      |
| ---------------------------- | ----------------- | --------------------------- |
| Nowak 25' Witkowski 11′, 29′ | (1–0) Jegyzőkönyv | Ljavoncsik 68' Bicsanok 72' |

| Józef Piłsudski Stadion, Krakkó Játékvezető: Attard (máltai) |

| 2008. június 29. 17:00 (UTC+3) |

| FK Sahcjor Szalihorszk                                 | 3–0               | KS Cracovia Kraków |
| ------------------------------------------------------ | ----------------- | ------------------ |
| Kavalcsuk 71' (11-esből) Krot 90+2' Nyikiforenko 90+3' | (0–0) Jegyzőkönyv | Cabaj 70′, 90+3′   |

| Sahcjor Stadion, Szalihorszk Játékvezető: Holmatov (kazak) |

Továbbjutott az FK Sahcjor Szalihorszk 5–1-es összesítéssel.

### 9. párosítás
| 2008. június 21. 17:00 (UTC+2) |

| FC Etzella Ettelbruck | 0–0         | SK Lokomotivi Tbiliszi |
| --------------------- | ----------- | ---------------------- |
|                       | Jegyzőkönyv |                        |

| Stade Am Deich, Ettelbruck Játékvezető: Mazeika (litván) |

| 2008. június 28. 19:00 (UTC+5) |

| SK Lokomotivi Tbiliszi          | 2–2               | FC Etzella Ettelbruck               |
| ------------------------------- | ----------------- | ----------------------------------- |
| Csirikasvili 28' Alekszidze 30' | (2–0) Jegyzőkönyv | Da Luz 21' F. Leweck 81' (11-esből) |

| Miheil Meski Stadion, Tbiliszi Játékvezető: Radovanović (montenegrói) |

Továbbjutott az FC Etzella Ettelbruck 2–2-es összesítéssel, idegenben lőtt több góllal.

## Északi régió

### 10. párosítás
| 2008. június 22. 17:00 (UTC+3) |

| FK Ekranas           | 1–0               | FC Narva Trans |
| -------------------- | ----------------- | -------------- |
| Bicka 88' (11-esből) | (0–0) Jegyzőkönyv |                |

| Aukštaitija Stadion, Panevėžys Játékvezető: Rossi (San Marinó-i) |

| 2008. június 28. 17:00 (UTC+3) |

| FC Narva Trans | 0–3               | FK Ekranas                                  |
| -------------- | ----------------- | ------------------------------------------- |
|                | (0–2) Jegyzőkönyv | Bicka 35' (11-esből) Trakys 37' Matović 79' |

| A. Le Coq Arena, Tallinn Játékvezető: Olšiak (szlovák) |

Továbbjutott FK Ekranas 4–0-s összesítéssel.

### 11. párosítás
| 2008. június 22. 15:00 (UTC+1) |

| HB Tórshavn  | 1–4               | IF Elfsborg                               |
| ------------ | ----------------- | ----------------------------------------- |
| Jacobsen 16' | (1–2) Jegyzőkönyv | Kurbegović 12' Mobäck 26' 55' Sjöhage 50' |

| Gundadalur Stadion, Tórshavn Játékvezető: Murray (skót) |

| 2008. június 28. 15:30 (UTC+2) |

| IF Elfsborg | 0–0         | HB Tórshavn      |
| ----------- | ----------- | ---------------- |
|             | Jegyzőkönyv | Nielsen 73′, 75′ |

| Borås Arena, Borås Játékvezető: Buttimer (ír) |

Továbbjutott IF Elfsborg 4–1-es összesítéssel.

### 12. párosítás
| 2008. június 21. 19:00 (UTC+1) |

| Bohemians FC                                                  | 5–1               | Rhyl FC      |
| ------------------------------------------------------------- | ----------------- | ------------ |
| Byrne 51' Heary 59' Brennan 63' (11-esből) Fenn 71' Crowe 80' | (0–1) Jegyzőkönyv | Connelly 25' |

| Dalymount Park, Dublin Játékvezető: Hietala (finn) |

| 2008. június 28. 14:30 (UTC+1) |

| Rhyl FC          | 2–4               | Bohemians FC                                               |
| ---------------- | ----------------- | ---------------------------------------------------------- |
| Connelly 37' 41' | (2–4) Jegyzőkönyv | O'Donnell 29' Byrne 32' (11-esből) McGuiness 34' Singh 42' |

| Belle Vue, Rhyl Játékvezető: Kulbakov (fehérorosz) |

Továbbjutott Bohemians FC 9–3-as összesítéssel.

### 13. párosítás
| 2008. június 21. 15:00 (UTC+1) |

| Lisburn Distillery FC       | 2–3               | TPS Turku                   |
| --------------------------- | ----------------- | --------------------------- |
| Armour 42' 90+2' (11-esből) | (1–0) Jegyzőkönyv | Pertot 68' 88' Ääritalo 76' |

| Ballymena Showgrounds, Ballymena Játékvezető: Wouters (belga) |

| 2008. június 29. 18:30 (UTC+3) |

| TPS Turku                            | 3–1               | Lisburn Distillery FC |
| ------------------------------------ | ----------------- | --------------------- |
| Ääritalo 42' Paatelainen 75' One 86' | (1–0) Jegyzőkönyv | Browne 84' (11-esből) |

| Veritas Stadion, Turku Játékvezető: Malžinskas (litván) |

Továbbjutott a TPS Turku 6–3-as összesítéssel.

### 14. párosítás
| 2008. június 21. 18:00 (UTC+3) |

| FK Rīga     | 1–2               | Fylkir                               |
| ----------- | ----------------- | ------------------------------------ |
| Novikov 76' | (0–1) Jegyzőkönyv | Gíslason 26' Gravesen 70' (11-esből) |

| Daugava Stadion, Liepāja Játékvezető: Edvartsen (norvég) |

| 2008. június 29. 16:00 (UTC+0) |

| Fylkir | 0–2               | FK Rīga        |
| ------ | ----------------- | -------------- |
|        | (0–1) Jegyzőkönyv | Kalonas 7' 73' |

| Laugardalsvöllur, Reykjavík Játékvezető: van Boekel (holland) |

Továbbjutott az FK Rīga 3–2-es összesítéssel.